# Ignacio de Colmenares y Brunet
Ignacio de Colmenares y Brunet x conde de Polentinos (Madrid, 1961) es un empresario español. Actualmente, es Presidente y Consejero Delegado de ENCE Energía y Celulosa, S.A., una compañía española cotizada en el IBEX

## Biografía
Ignacio de Colmenares y Brunet nació en Madrid en 1961. Es licenciado en derecho por la Universidad Central de Barcelona y máster en Economía y Dirección de Empresas por el Instituto de Estudios Superiores de la Empresa (IESE Business School) de Barcelona. Habla castellano, inglés, francés, alemán y catalán. Está casado y tiene cuatro hijos 

## Carrera profesional
Ignacio de Colmenares ha tenido una dilatada trayectoria profesional en el sector siderúrgico y energético. Fue Export and Trading Manager de la Compañía Española de Laminación, embrión del Grupo siderúrgico CELSA. Posteriormente, ocupó el cargo de Director Comercial de Nueva Montaña Quijano, empresa siderúrgica de acero común, y fue director general Comercial del Grupo CELSA Trefilerías. 
En 1996 asumió la Dirección General de Trenzas y Cable de Acero-TYCSA, empresa especializada en la fabricación de cable de acero, aluminio y fibra óptica. Posteriormente, en 2001, se incorporó como primer ejecutivo  Global Steel Wire, responsabilidad que compatibilizó con la de Director de Desarrollo Corporativo del Grupo CELSA. 
En 2008 pasó a ocupar el cargo de Consejero Delegado de Isofotón, empresa productora de paneles fotovoltaicos y promotora de instalaciones solares, en la que restructuró la compañía tecnológica, industrial y comercialmente. También ha sido Presidente y Consejero Delegado de Bergé Lift, grupo de empresas dedicadas a la importación, distribución, alquiler y mantenimiento de equipos de manutención.
Posteriormente, en 2010 se incorporó a Ence - Energía y Celulosa, empresa de la que actualmente es Presidente y Consejero Delegado. Así mismo, es miembro de la junta directiva de la CEPI (la Asociación Europea de Fabricantes de Celulosa y Papel).
Ignacio de Colmenares ha sido Presidente de ATA (Asociación Española de Transformadores de Acero), Presidente de ASPAPEL, la Asociación Española de Fabricantes de Pasta y Papel, y miembro de la Junta Directiva de la Confederación Española de Organizaciones Empresariales (CEOE).
Actualmente es miembro del consejo de administración de la Corporación Financiera Alba y vocal de su comisión de inversiones. 
Es miembro SEO/BirdLife (Sociedad Española de Ornitología) y de WWF , las organizaciones  pioneras de la conservación de la naturaleza y la biodiversidad en España.